# Свободный параметр
Свободный параметр — это переменная в математической модели, которая не может быть предсказана точно или ограничена моделью, и должна быть оценена экспериментально или теоретически. Математическая модель, теория или гипотеза скорее верна и менее является принятием желаемого за действительное, если опирается на несколько свободных параметров и согласуется с большим объёмом данных.